# Балді
Балді (Блді) (д/н–1773) — 3-й маї (володар) Мандари в 1757—1773 роках.

## Життєпис
Походив з династії Санкре. Син маї Мохмаді Мокіа. Посів трон 1757 року. Активно розбудовував міста, підтрмиуючи торгівлі та ремесла. При цьому розширив та переозброїв своє військо.
У внутрішній політиці спирався на уламів (мусульманське духівництво) та знать, що стали відігравати важливу роль в управлінні. В зовнішній політиці не проводив загарбницьких дій, окрім людоловських позходів на південь та захід.
наприкінці панування вступив у конфлікт з Алі III, маї Борну. Спочатку планував підкоритися йому, надславши відповідну данину та багаті подарунки. Втім пихатість та надмірні вимоги Алі III призвели до початку війни. Армія на чолі із Балді завдала супротивникові низки поразок. Втім в розпал бойових дій маї Мандари помер. Йому спадкував син Букар Д'Ґджіама.